# Institut Garnier (Kulturdenkmal)

Gesamtanlage

Das Institut Garnier (Adresse Institut Garnier 1-16) in Friedrichsdorf ist eine Gebäudegruppe der Schulgebäude des ehemaligen Institut Garnier und steht unter Denkmalschutz.

## Die Schule
1836 gründete Louis Frédéric Garnier die Privatschule „Maison d’Education à Friedrichsdorf, près Homburg-ès-Monts“ aus der später die Philipp-Reis-Schule hervorging. Für die Schulgeschichte siehe Philipp-Reis-Schule (Friedrichsdorf)#Gründung der Schule, Institut Garnier (1836–1923).

## Die Gebäude
Kern des Schulgeländes waren die aus der Mitte des 18. Jahrhunderts stammenden Gebäude Hugenottenstraße 113 (=Institut Garnier 13) und Hugenottenstraße 117 (=Institut Garnier 1). Institut Garnier 1 enthielt die Wohnung des Direktors und ist ein zweistöckiges verputztes Fachwerkhaus mit Giebelmansarddach. Institut Garnier 13 ist ein ehemaliges Wasch- und Bügelhaus. Das zweistöckige Fachwerkhaus mit Krüppelwalmdach ist verputzt und hat eine regelmäßige viergliedrige Fassade. 
Diese beiden Gebäude bilden den Eingang zu einer Dreiseithofanlage mit weiteren Gebäuden. Die Nummer 12 ist ein 1847 nach Plänen von Franz Sauer, Kirdorf erbautes Unterrichtsgebäude. Der Mittelbau (Nr. 15) enthielt die Küche, den Speisesaal und die Schlafräume des Internats. Im Hof ist vor allem die Scheune (Nr. 4 und 5) auffällig. Die Remise (Nr. 14 und 16) weist stilistisch bereits Zeichen des Jugendstils auf.
Ab 1945 wurde das Gelände als Bauernhof, ab 1972 als städtischer Bauhof genutzt. 1977 bis 1982 erfolgte der Umbau in eine Mischnutzung aus Wohnungen, Geschäften, der Stadtbücherei und einem Kulturkeller.
Auf der Rückseite des Hauses Institut Garnier 1 wurde ein weiteres Gebäude angebaut (Hugenottenstraße 119), das nach Auflösung des Instituts der benachbarten Firma Rühl Chemie diente. Später war dort unter anderem eine Musikschule untergebracht, von 2004 bis 2015 diente es der Rhein-Main International Montessori School als Hauptgebäude.

## Das Garnier-Schenk-Denkmal

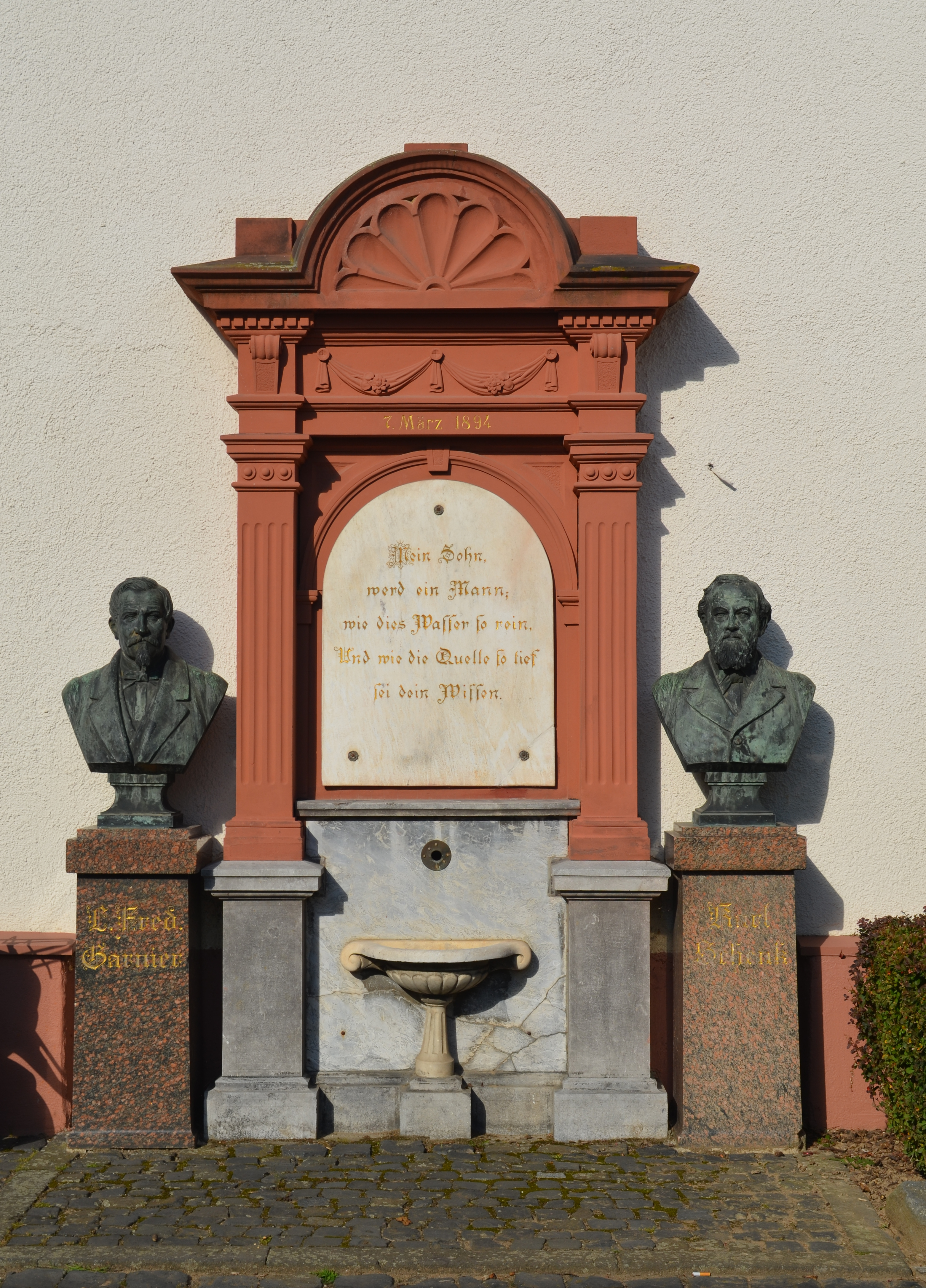
Garnier-Schenk-Denkmal

Das Garnier-Schenk-Denkmal im Innenhof an der Mauer des Gebäudes Nr. 11 erinnert an den Schulgründer und dessen Nachfolger, seinen Schwiegersohn Karl Wilhelm Schenk. Das von Carl Rumpf und Paul Wallot entworfene Denkmal wurde im Schulgarten aufgestellt. Es bestand aus einer mehr als mannshohen reich verzierten Wand mit großer Widmungsplatte. Davor waren zwei Büsten der zu Ehrenden aufgestellt. Das durch Spenden der (ehemaligen) Schüler finanzierte Denkmal wurde am 13. Juni 1897 eingeweiht. Es hatte 4444,57 Mark (in heutiger Kaufkraft 38.407 €) gekostet.
Nachdem die Schule in eine Mittelschule umgewandelt worden war verfiel das Denkmal. Erhalten blieben lediglich die beiden Büsten. Sie stehen heute rechts und links des früheren Küchenbrunnens des Küchengebäudes.

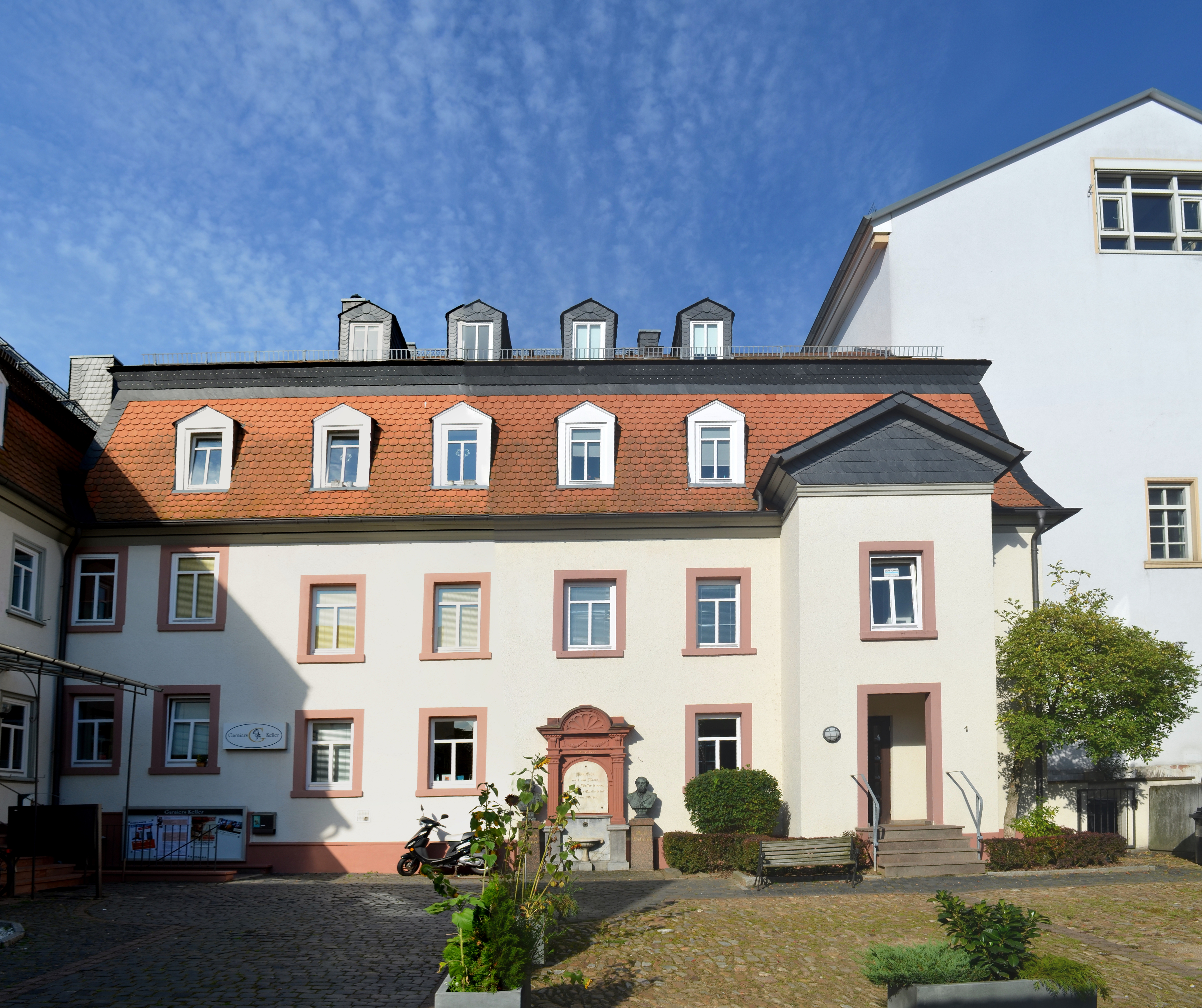
Nummer 1 vom Hof
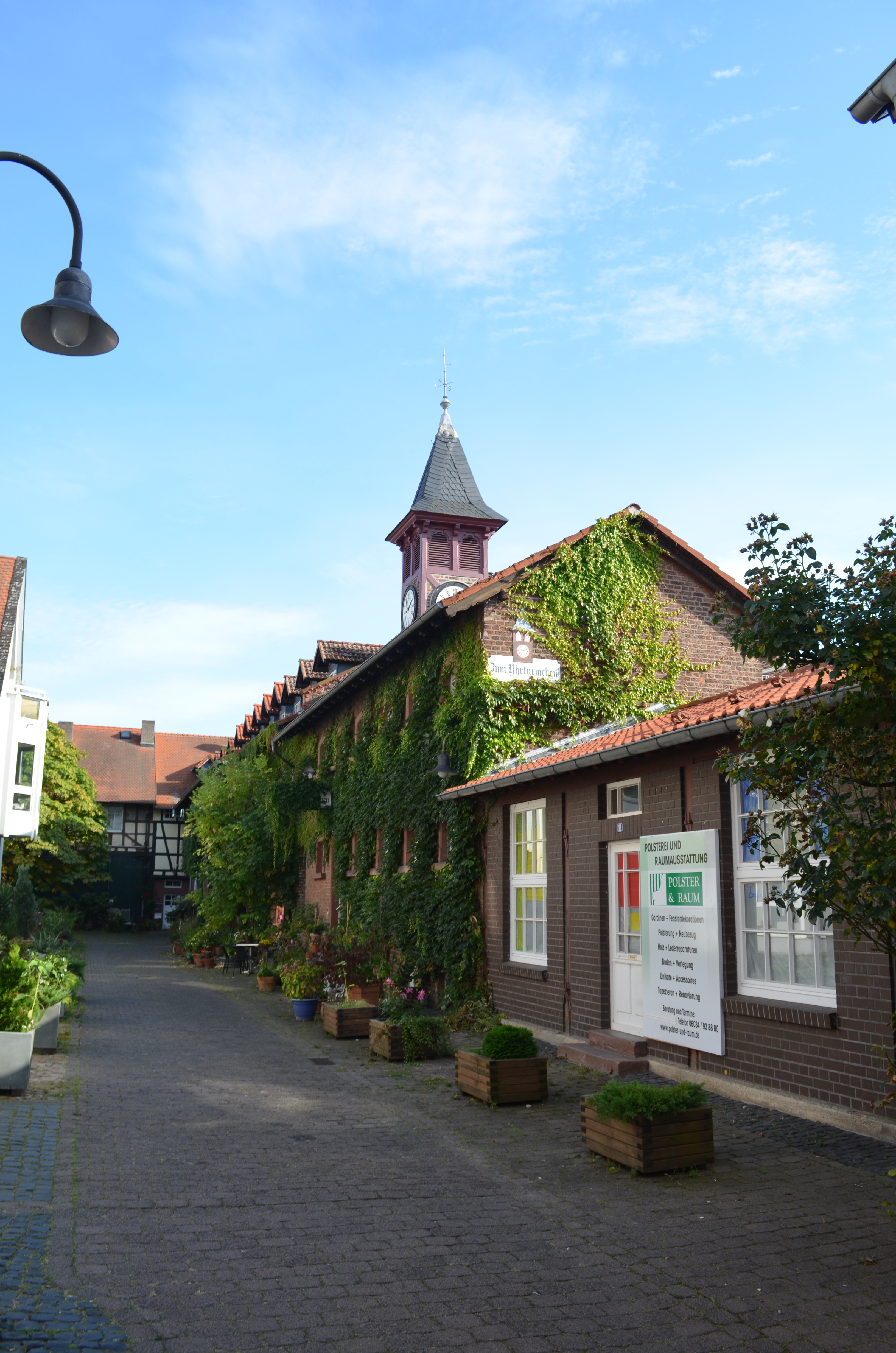
Rechte Seite